# Mariä Geburt (Amrichshausen)

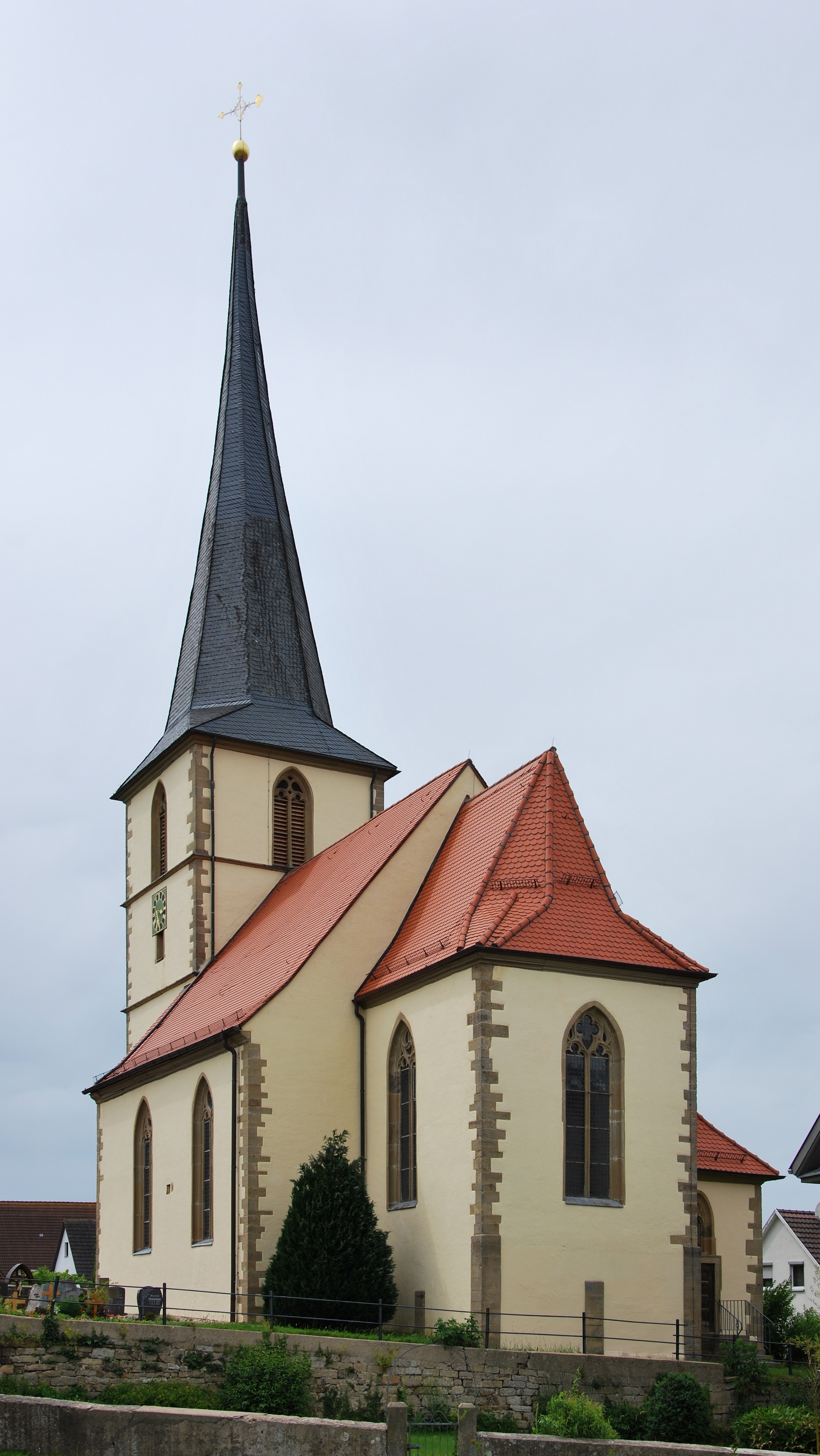
Mariä Geburt in Amrichshausen

Die römisch-katholische Pfarrkirche Mariä Geburt steht in Amrichshausen, einem Stadtteil der Kreisstadt Künzelsau im Hohenlohekreis in Baden-Württemberg. Das Bauwerk ist beim Landesamt für Denkmalpflege Baden-Württemberg als Baudenkmal eingetragen. Die Kirchengemeinde gehört zum Dekanat Hohenlohe der Diözese Rottenburg-Stuttgart.

## Beschreibung
Der unter Julius Echter 1614 begonnene Bau der Saalkirche wurde erst 1625 eingeweiht. Sie besteht aus einem Langhaus, einem eingezogenen Chor im Osten und einem Kirchturm im Westen, der mit einem achtseitigen Knickhelm bedeckt ist. Im Glockenstuhl seines Glockengeschosses hängen fünf Kirchenglocken. Die 1950 von E. F. Walcker & Cie. gebaute Orgel stand vorher in der Auferstehungskirche im Frankfurter Stadtteil Praunheim.